# Madame Acquaire
 (juillet 2019).
Madame Acquaire, dite Mademoiselle Babet, est une chanteuse, comédienne et directrice de théâtre française qui se fit connaître à Saint-Domingue.

## Biographie
Madame Acquaire est connue sous le nom de Mademoiselle Babet au début de sa carrière.
Elle dirige la Comédie de Saint-Marc en 1777.
Durant les années 1770, elle est actrice et dirige la Comédie de Petit-Goâve. Petit-Goâve ne possédait pas de théâtre à proprement parler, mais les représentations théâtrales et musicales étaient immensément populaires à Saint-Domingue et constituaient une partie importante de la vie sociale de la colonie. Les représentations théâtrales et musicales étaient mises en scène par des amateurs locaux assistés d'acteurs professionnels. Babet a exercé les fonctions de directrice professionnelle et d'instructrice des représentations à Petit-Goave, une position inhabituelle pour une femme. À Saint-Domingue, cependant, plusieurs femmes sont connues pour leur influence dans le monde du théâtre, telles que Mademoiselle Marthe, directrice du théâtre de Saint-Marc (1769) et Madame Case, codirectrice avec son époux du théâtre aux Cayes (1785).
Le 18 juin 1777, les Affiches Americaines annoncent que le Barbier de Séville de Beaumarchais et l'Braeur d'un moment, un opéra en un acte de Monvel, il serait fait au profit de mademoiselle Babet, mise en scène par la société de théâtre amateur locale, avant son départ de son poste de directrice après son mariage avec l'acteur Monsieur Acquaire, avec qui elle est engagée à la Comédie de Port-au-Prince après sa fondation en 1778.
Elle est engagée à la Comédie de Port-au-Prince de 1778 à 1786.
L'acteur Acquaire est directeur de la Comédie de Port-au-Prince de 1784 à 1791.
Madame Acquaire finit par occuper une position influente sur le théâtre de la capitale coloniale, où son époux devient directeur (1784). Elle fait partie des attractions vedettes du théâtre et joue à la fois comme chanteuse et actrice de théâtre et d'opéra, dans la catégorie des héroïnes tragiques, catégorie qui jouissait d'un statut élevé à cette époque-là. Elle exerce une influence importante sur la vie culturelle de Saint-Domingue et joue un rôle déterminant pour la présence des acteurs de couleur dans le théâtre colonial. Elle est connue pour avoir recruté le Minette et Lise de couleur, à qui elle a donné des leçons de voix et de présence sur scène et qui a été mise en scène en 1780 avec succès.
Madame Acquaire quitte Saint-Domingue pour la France en 1786 et est rejointe par son époux cinq ans plus tard, après le début de la révolution haïtienne de 1791.